# Oceanisch kampioenschap voetbal onder 16 - 2018
Het Oceanisch kampioenschap voetbal onder 16 van 2018 was de 18e editie van het Oceanisch kampioenschap voetbal onder 16 (tot 2017 het toernooi onder 17), een toernooi voor nationale ploegen van landen uit Oceanië. De spelers die deelnemen zijn onder de 16 jaar. Er namen 11 landen deel aan dit toernooi. Vier landen speelden voorafgaand nog een kwalificatietoernooi. Het hoofdtoernooi werd gespeeld van 9 september tot en met 22 september 2018 in de Salomonseilanden. Nieuw-Zeeland werd winnaar van het toernooi.
Dit toernooi dient tevens als kwalificatietoernooi voor het wereldkampioenschap voetbal onder 17 van 2019, dat van 26 oktober tot en met 17 november in Brazilië wordt gespeeld. De twee beste landen van dit toernooi plaatsen zich, dat zijn Nieuw-Zeeland en de Salomonseilanden.

## Stadion
| Honiara            | · Honiara |
| ------------------ | --------- |
| Lawson Tamastadion | · Honiara |
| Capaciteit: 25.000 | · Honiara |
|                    | · Honiara |

## Kwalificatiefase
| Pos. | Land             | GW | W | G | V | DV | DT | +/− | Ptn. |
| ---- | ---------------- | -- | - | - | - | -- | -- | --- | ---- |
| 1    | Samoa            | 3  | 3 | 0 | 0 | 22 | 3  | +19 | 9    |
| 2    | Amerikaans-Samoa | 3  | 1 | 1 | 1 | 8  | 13 | –5  | 4    |
| 3    | Tonga            | 3  | 0 | 2 | 1 | 2  | 11 | –9  | 2    |
| 4    | Cookeilanden     | 3  | 0 | 1 | 2 | 1  | 6  | –5  | 1    |

|                    |                                |     |              |                                                                                                |
| 14 juli 2018 11:00 | Samoa                          | 3–0 | Cookeilanden | Loto-Tonga Soka Centre, Nuku'alofa Toeschouwers: 200 Scheidsrechter: Campbell-Kirk Waugh (NZL) |
| 14 juli 2018 11:00 | Filimalae 37', 75' Belcher 45' |     |              | Loto-Tonga Soka Centre, Nuku'alofa Toeschouwers: 200 Scheidsrechter: Campbell-Kirk Waugh (NZL) |

|                    |                       |     |                               |                                                                                        |
| 14 juli 2018 14:15 | Amerikaans-Samoa      | 2–2 | Tonga                         | Loto-Tonga Soka Centre, Nuku'alofa Toeschouwers: 300 Scheidsrechter: Joel Hopken (VAN) |
| 14 juli 2018 14:15 | Tiatia 51' Taumua 53' |     | Tuiono 58' Muavesi 79' (pen.) | Loto-Tonga Soka Centre, Nuku'alofa Toeschouwers: 300 Scheidsrechter: Joel Hopken (VAN) |

|                    |                                          |      | |                                                                                       |
| 17 juli 2018 11:00 | Amerikaans-Samoa                         | 3–10 | Samoa                                                                                                | Loto-Tonga Soka Centre, Nuku'alofa Toeschouwers: 100 Scheidsrechter: Ben Aukwai (SOL) |
| 17 juli 2018 11:00 | Taumua 41' (pen.), 45' Lauvao 70' (pen.) |      | Saofaiga 3', 8' Tumua Leo 14', 74' Nanumea 22', 44' Mano 77' (pen.) Belcher 90' Filimalae 90', 90+6' | Loto-Tonga Soka Centre, Nuku'alofa Toeschouwers: 100 Scheidsrechter: Ben Aukwai (SOL) |

|                    |       |     |              |                                                                                        |
| 17 juli 2018 14:00 | Tonga | 0–0 | Cookeilanden | Loto-Tonga Soka Centre, Nuku'alofa Toeschouwers: 200 Scheidsrechter: Joel Hopken (VAN) |
| 17 juli 2018 14:00 |       |     |              | Loto-Tonga Soka Centre, Nuku'alofa Toeschouwers: 200 Scheidsrechter: Joel Hopken (VAN) |

|                    |                      |     |                                                     |                                                                                       |
| 20 juli 2018 11:00 | Cookeilanden         | 1–3 | Amerikaans-Samoa                                    | Loto-Tonga Soka Centre, Nuku'alofa Toeschouwers: 150 Scheidsrechter: Ben Aukwai (SOL) |
| 20 juli 2018 11:00 | Mateariki 50' (pen.) |     | Taumua 31' (pen.) Lauvao 67' (pen.) Leatualevao 86' | Loto-Tonga Soka Centre, Nuku'alofa Toeschouwers: 150 Scheidsrechter: Ben Aukwai (SOL) |

|                    |       |                                                                                         |       |                                                                                                |
| 20 juli 2018 14:00 | Tonga | 0–9                                                                                     | Samoa | Loto-Tonga Soka Centre, Nuku'alofa Toeschouwers: 200 Scheidsrechter: Campbell-Kirk Waugh (NZL) |
| 20 juli 2018 14:00 |       | Nanumea 8' (pen.), 30', 37', 45+1', 75' Belcher 22' Saofaiga 23' Filimalae 39' Mano 52' |       | Loto-Tonga Soka Centre, Nuku'alofa Toeschouwers: 200 Scheidsrechter: Campbell-Kirk Waugh (NZL) |

## Groepsfase

### Groep A
| Pos. | Land                | GW | W | G | V | DV | DT | +/− | Ptn. |
| ---- | ------------------- | -- | - | - | - | -- | -- | --- | ---- |
| 1    | Salomonseilanden    | 3  | 3 | 0 | 0 | 15 | 0  | +15 | 9    |
| 2    | Nieuw-Zeeland       | 3  | 2 | 0 | 1 | 12 | 8  | +4  | 6    |
| 3    | Papoea-Nieuw-Guinea | 3  | 1 | 0 | 2 | 8  | 9  | –1  | 3    |
| 4    | Vanuatu             | 3  | 0 | 0 | 3 | 0  | 18 | –18 | 0    |

|                        |         |                                                                                    |               |                                                                                    |
| 9 september 2018 10:00 | Vanuatu | 0–8                                                                                | Nieuw-Zeeland | Lawson Tamastadion, Honiara Toeschouwers: 700 Scheidsrechter: Norbert Hauata (TAH) |
| 9 september 2018 10:00 |         | Verney 9', 24' Wilson 25' Hamilton 37', 45+1' Van Hattum 55' (pen.), 76' Lee 90+3' |               | Lawson Tamastadion, Honiara Toeschouwers: 700 Scheidsrechter: Norbert Hauata (TAH) |

|                        |                     |                                            |                  |                                                                                    |
| 9 september 2018 15:00 | Papoea-Nieuw-Guinea | 0–5                                        | Salomonseilanden | Lawson Tamastadion, Honiara Toeschouwers: 3.500 Scheidsrechter: Salesh Chand (FIJ) |
| 9 september 2018 15:00 |                     | Le'ai 12', 30' (pen.), 41', 90+2' Satu 70' |                  | Lawson Tamastadion, Honiara Toeschouwers: 3.500 Scheidsrechter: Salesh Chand (FIJ) |

|                         |                                              |     |         |                                                                               |
| 12 september 2018 10:00 | Papoea-Nieuw-Guinea                          | 5–0 | Vanuatu | Lawson Tamastadion, Honiara Toeschouwers: 200 Scheidsrechter: Sione Mau (ASA) |
| 12 september 2018 10:00 | Beschel 7', 79' Ila 19' Devi 56' Wadunah 70' |     |         | Lawson Tamastadion, Honiara Toeschouwers: 200 Scheidsrechter: Sione Mau (ASA) |

|                         |                                             |     |               |                                                                                      |
| 12 september 2018 15:00 | Salomonseilanden                            | 5–0 | Nieuw-Zeeland | Lawson Tamastadion, Honiara Toeschouwers: 6.000 Scheidsrechter: Norbert Hauata (TAH) |
| 12 september 2018 15:00 | Wae 18' Le'ai 41', 85' Kofana 55' Keana 87' |     |               | Lawson Tamastadion, Honiara Toeschouwers: 6.000 Scheidsrechter: Norbert Hauata (TAH) |

|                         |                                      |     |                       |                                                                                    |
| 15 september 2018 10:00 | Nieuw-Zeeland                        | 4–3 | Papoea-Nieuw-Guinea   | Lawson Tamastadion, Honiara Toeschouwers: 2.000 Scheidsrechter: Salesh Chand (FIJ) |
| 15 september 2018 10:00 | Hamilton 47', 55' Wilson 48' Old 83' |     | Beschel 37', 75', 90' | Lawson Tamastadion, Honiara Toeschouwers: 2.000 Scheidsrechter: Salesh Chand (FIJ) |

|                         |                                           |     |         |                                                                                       |
| 15 september 2018 15:00 | Salomonseilanden                          | 5–0 | Vanuatu | Lawson Tamastadion, Honiara Toeschouwers: 8.000 Scheidsrechter: Sione Lelenga (Tonga) |
| 15 september 2018 15:00 | Wae 4' H. Pao 20' Le'ai 47' Mani 53', 64' |     |         | Lawson Tamastadion, Honiara Toeschouwers: 8.000 Scheidsrechter: Sione Lelenga (Tonga) |

### Groep B
| Pos. | Land            | GW | W | G | V | DV | DT | +/− | Ptn. |
| ---- | --------------- | -- | - | - | - | -- | -- | --- | ---- |
| 1    | Tahiti          | 3  | 3 | 0 | 0 | 10 | 2  | +8  | 9    |
| 2    | Fiji            | 3  | 2 | 0 | 1 | 4  | 5  | –1  | 6    |
| 3    | Nieuw-Caledonië | 3  | 0 | 1 | 2 | 2  | 4  | –2  | 1    |
| 4    | Samoa           | 3  | 0 | 1 | 2 | 4  | 9  | –5  | 1    |

|                         |              |     |                                  |                                                                                   |
| 10 september 2018 12:00 | Samoa        | 2–3 | Fiji                             | Lawson Tamastadion, Honiara Toeschouwers: 200 Scheidsrechter: Hamilton Siau (SOL) |
| 10 september 2018 12:00 | Mano 7', 18' |     | Kumar 45+2' Sela 63', 79' (pen.) | Lawson Tamastadion, Honiara Toeschouwers: 200 Scheidsrechter: Hamilton Siau (SOL) |

|                         |                 |     |                      |                                                                                  |
| 10 september 2018 15:00 | Nieuw-Caledonië | 1–2 | Tahiti               | Lawson Tamastadion, Honiara Toeschouwers: 1.000 Scheidsrechter: Cory Mills (NZL) |
| 10 september 2018 15:00 | Matha 76'       |     | Sangue 10' Kaiha 52' | Lawson Tamastadion, Honiara Toeschouwers: 1.000 Scheidsrechter: Cory Mills (NZL) |

|                         |      |                           |        |                                                                                 |
| 13 september 2018 10:00 | Fiji | 0–3                       | Tahiti | Lawson Tamastadion, Honiara Toeschouwers: 200 Scheidsrechter: George Time (SOL) |
| 13 september 2018 10:00 |      | Kaiha 36', 56' Gitton 47' |        | Lawson Tamastadion, Honiara Toeschouwers: 200 Scheidsrechter: George Time (SOL) |

|                         |               |     |                 |                                                                                 |
| 13 september 2018 15:00 | Samoa         | 1–1 | Nieuw-Caledonië | Lawson Tamastadion, Honiara Toeschouwers: 250 Scheidsrechter: Joel Hopken (VAN) |
| 13 september 2018 15:00 | Filimalae 44' |     | Kutran 23'      | Lawson Tamastadion, Honiara Toeschouwers: 250 Scheidsrechter: Joel Hopken (VAN) |

|                         |           |     |                 |                                                                    |
| 16 september 2018 10:00 | Fiji      | 1–0 | Nieuw-Caledonië | Lawson Tamastadion, Honiara Scheidsrechter: David Yareboinen (PNG) |
| 16 september 2018 10:00 | Kumar 45' |     |                 | Lawson Tamastadion, Honiara Scheidsrechter: David Yareboinen (PNG) |

|                         |                                                        |     |              |                                                                                   |
| 16 september 2018 15:00 | Tahiti                                                 | 5–1 | Samoa        | Lawson Tamastadion, Honiara Toeschouwers: 1.000 Scheidsrechter: Joel Hopken (VAN) |
| 16 september 2018 15:00 | Hanere 11' Labaste 45+4' (pen.), 50' Gitton 45+6', 55' |     | Filimalae 2' | Lawson Tamastadion, Honiara Toeschouwers: 1.000 Scheidsrechter: Joel Hopken (VAN) |

## Knock-outfase
|  | Halve finale           | Halve finale           |       |                        | Finale                 | Finale |
|  |                        |                        |       |                        |                        |        |
|  | 19 september – Honiara |                        |       |                        |                        |        |
|  | Salomonseilanden       | 3                      |       |                        |                        |        |
|  | Tahiti                 | 1                      |       |                        |                        |        |
|  |                        |                        |       |                        |                        |        |
|  |                        |                        |       |                        | 22 september – Honiara |        |
|  |                        |                        |       |                        | Salomonseilanden       | 0 (4)  |
|  |                        | Nieuw-Zeeland          | 0 (5) |                        |                        |        |
|  |                        |                        |       |                        |                        |        |
|  |                        |                        |       |                        | Derde plaats           |        |
|  | 19 september – Honiara | 19 september – Honiara |       | 22 september – Honiara | 22 september – Honiara |        |
|  | Fiji                   | 1                      |       | Tahiti                 | 2                      |        |
|  | Nieuw-Zeeland          | 4                      |       |                        | Fiji                   | 1      |

### Halve finale
Winnaars gekwalificeerd voor het wereldkampioenschap voetbal onder 17.
|                         |                          |     |              |                                                                                        |
| 19 september 2018 10:00 | Salomonseilanden         | 3–1 | Fiji         | Lawson Tamastadion, Honiara Toeschouwers: 8.000 Scheidsrechter: David Yareboinen (PNG) |
| 19 september 2018 10:00 | Mani 1', 29' Le'ai 90+1' |     | Pillay 45+3' | Lawson Tamastadion, Honiara Toeschouwers: 8.000 Scheidsrechter: David Yareboinen (PNG) |

|                         |            |     |                                                    |                                                                                   |
| 19 september 2018 15:00 | Tahiti     | 1–4 | Nieuw-Zeeland                                      | Lawson Tamastadion, Honiara Toeschouwers: 2.500 Scheidsrechter: George Time (SOL) |
| 19 september 2018 15:00 | Sangue 79' |     | Van Hattum 2' Hamilton 13', 24' Garbett 82' (pen.) | Lawson Tamastadion, Honiara Toeschouwers: 2.500 Scheidsrechter: George Time (SOL) |

### Troostfinale
|                         |            |     |                        |                                                                                     |
| 22 september 2018 10:00 | Fiji       | 1–2 | Tahiti                 | Lawson Tamastadion, Honiara Toeschouwers: 1.500 Scheidsrechter: Sione Lelenga (TGA) |
| 22 september 2018 10:00 | Naresh 89' |     | Gitton 28' Holozet 78' | Lawson Tamastadion, Honiara Toeschouwers: 1.500 Scheidsrechter: Sione Lelenga (TGA) |

### Finale
|                         |                             |     |                                        |                                                                                       |
| 22 september 2018 15:00 | Salomonseilanden            | 0–0 | Nieuw-Zeeland                          | Lawson Tamastadion, Honiara Toeschouwers: 12.000 Scheidsrechter: Norbert Hauata (TAH) |
| 22 september 2018 15:00 |                             |     |                                        | Lawson Tamastadion, Honiara Toeschouwers: 12.000 Scheidsrechter: Norbert Hauata (TAH) |
| 22 september 2018 15:00 | Strafschoppen               |     |                                        | Lawson Tamastadion, Honiara Toeschouwers: 12.000 Scheidsrechter: Norbert Hauata (TAH) |
| 22 september 2018 15:00 | Satu Keana Taebo Mani Le'ai | 4–5 | Van Hattum Stamenic Garbett Lee Bright | Lawson Tamastadion, Honiara Toeschouwers: 12.000 Scheidsrechter: Norbert Hauata (TAH) |